# كمبستون هردويكك (بيدفوردشير)
كمبستون هردويكك (بالإنجليزية: Kempston Hardwick)‏ هي قرية تقع في المملكة المتحدة في شرق انجلترا.